# SYRIZA
Coaliția Stângii Radicale - Alianța Progresistă (în greacă Συνασπισμός Ριζοσπαστικής Αριστεράς – Προοδευτική Συμμαχία, Sinaspismós Rizospastikís Aristerás – Proodeftikí Simachía), cunoscut mai ales prin acronimul SYRIZA (în greacă ΣΥΡΙΖΑ, pronunțat [siɾiza]), este un partid politic de stânga din Grecia, fondat inițial în anul 2004 ca o coaliție de stânga. Este al doilea partid din parlamentul elen, președintele partidului Alexis Tsipras fiind fostul prim-ministru al Greciei.
Coaliția a cuprins inițial o gamă largă de grupuri (13 în total) și politicieni independenți, inclusiv social-democrați, socialiști democratici, patrioți de stânga, grupări feministe și de stânga verzi, precum și grupuri maoiste, troțkiste, Eurocomuniste. În plus, în ciuda ideologiei sale seculare, mulți membri sunt creștini care, ca și colegii lor atei, se opun privilegiilor Bisericii Ortodoxe a Greciei, sponsorizată de stat.  Din 2013, coaliția a devenit un partid unitar, deși a păstrat numele, cu adaosul „Frontul Social Unit”.
Deși a abandonat vechea identitate, care era o voce a protestelor de stânga, acest partid a devenit din ce în ce mai populist, și a precizat că nu va părăsi zona euro. Deși Alexis Tsipras a precizat că SYRIZA „nu sprijină în nici un fel euroscepticismul”, partidul este perceput ca fiind ușor eurosceptic.

## Istorie

### Formarea
Deși SYRIZA a fost lansată înainte de alegerile legislative din 2004, rădăcinile procesului care a condus la formarea sa se remarcă până la Spațiul de dialog pentru unitate și acțiune comună a stângii (greacă: Χώρος Διαλόγου για την Ενότητα και Κοινή Δράση της Αριστεράς) în 2001. Spațiul era compus din numeroase organizații grecești de stânga care în ciuda unor medii ideologice și istorice diferite, împărtășiseră acțiuni politice comune în mai multe probleme importante care apăruseră în Grecia la sfârșitul anilor 1990, cum ar fi Războiul din Kosovo, privatizări și activități sociale și drepturi civile.
Spațiul a oferit terenul comun de la care părțile participante ar putea lucra împreună la chestiuni precum:
- Împotriva reformei neoliberale a pensiilor și sistemului de securitate socială.
- Opoziția față de noua legislație antiteroristă.
- Pregătirea participării Greciei la demonstrația internațională de la Genova din 2001. [26]
- Revizuirea rolului Uniunii Europene și redeterminarea poziției Greciei în aceasta.

Chiar dacă Spațiul nu a fost o organizație politică, ci mai degrabă un efort de a reuni partidele și organizațiile care au participat, a dat naștere unor alianțe electorale pentru alegerile locale din 2002, cea mai de succes fiind cea condusă de Manolis Glezos pentru superprefectura Atena-Pireu. Spațiul a oferit, de asemenea, terenul comun de la care mai multe dintre partidele și organizațiile membre au lansat Forumul Social Grec, care face parte din Forumul Social European mai mare.

### Alegerile generale din 2004
Momentul definitoriu al nașterii SYRIZA a venit odată cu alegerile legislative din 2004. Majoritatea participanților la Spațiu au căutat să dezvolte o platformă comună care ar putea duce la o alianță electorală. Acest lucru a dus la formarea Coaliției Stângii Radicale în ianuarie 2004.
Partidele care au format Coaliția Stângii Radicale în ianuarie 2004 au fost:
- Coaliția Stângii, a Mișcărilor și Ecologiei (Synaspismós sau SYN)
- Reînnoirea Stângii Ecologice Comuniste (AKOA)
- Stânga Muncitorilor Internaționaliști (DEA)
- Mișcarea pentru Stânga Unită în Acțiune (KEDA) (un grup desprins din Partidul Comunist al Greciei)
- Cetățenii Activi (o organizație politică asociată cu Manolis Glezos)
- Alte grupuri de activiști independenți de stânga

Deși Organizația Comunistă din Grecia (KOE) a participat la Spațiu, a decis să nu facă parte din coaliție.
La alegeri, coaliția a obținut 241,539 de voturi (3.3% din total) și s-a ales cu șașe membrii în parlament. Toți cei șașe erau membrii ai Synaspismós, cel mai mare partid din coaliție. Acest lucru a dus la multă tensiune în cadrul coaliției.

### Criza și revitalizarea

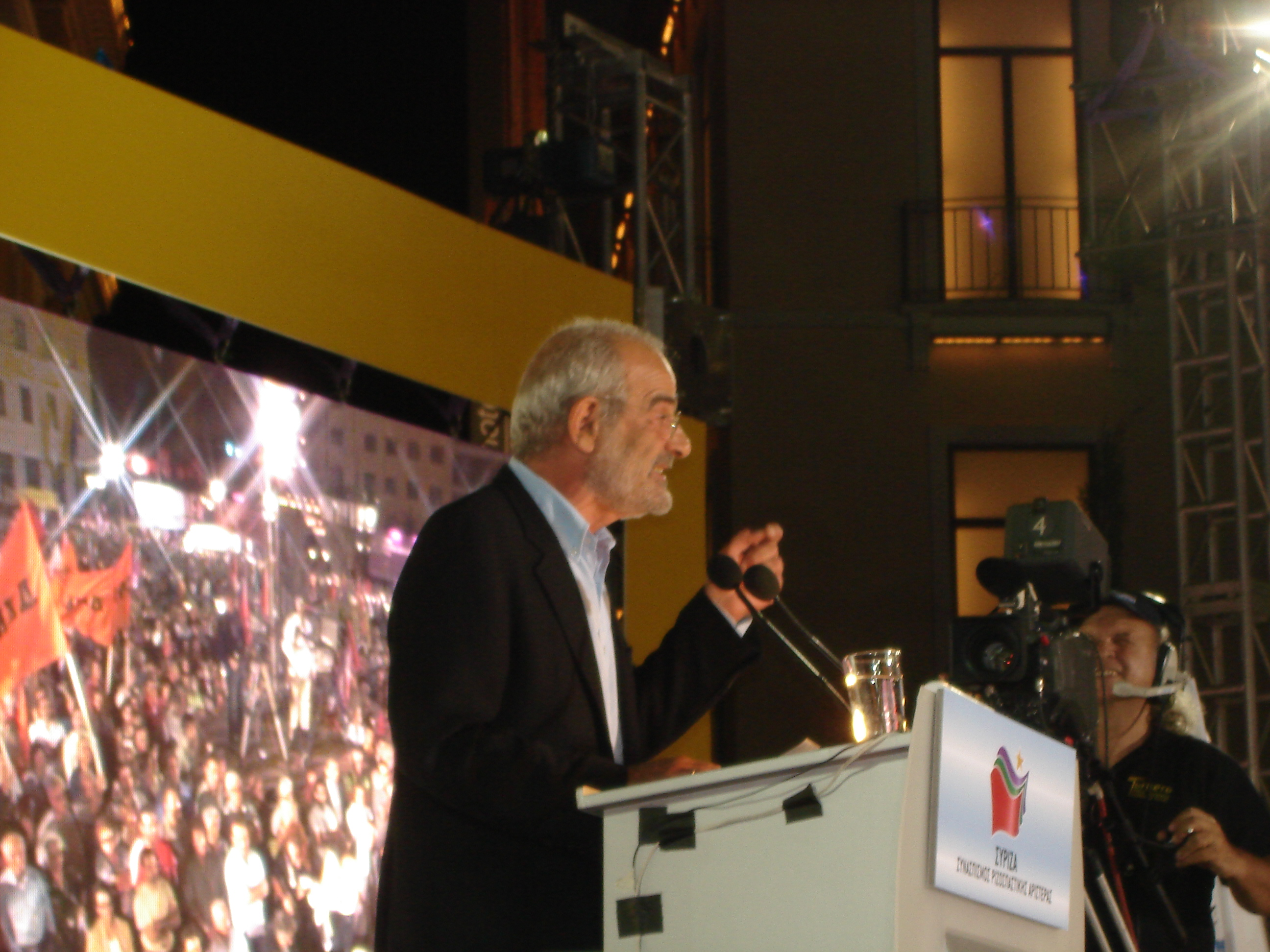
Fostul lider al SYRIZA, Alekos Alavanos, ținând un discurs în Atena.

După alegerile din 2004, partidele mici au acuzat Synaspismós că nu onorează acordul pentru ca unul dintre membrii săi să demisioneze pentru ca Yannis Banias de la AKOA să-și poată ocupa locul. Tensiunea s-a acumulat și a dus la scindarea Stângii Muncitorilor Internaționaliști și la formarea Kokkino, ambele rămase în cadrul coaliției. Cadrul crizei din SYRIZA a fost reticența Synaspismós de a adopta și menține acordul politic pentru o negare clară a „politicii de centru-stânga”. 
La trei luni după alegerile din 2004, Synaspismós a ales să intre independent față de restul coaliției la alegerile europarlamentare din 2004 iar unele dintre partidele mai mici ale coaliției au susținut lista feministă a Women for Another Europe (greacă: Γυναίκες για μια Άλλη Ευρώπη).
Criza s-a sfârșit în decembrie 2004 odată cu cea de-a 4-a convenție Synaspismós, când o mare majoritate din cadrul partidului a votat pentru continuarea coaliției. Această schimbare de atitudine s-a intensificat și mai mult odată cu alegerea lui Alekos Alavanos, un susținător ferm al coaliției, ca președinte al Synaspismós, după ce fostul lider, Nikos Konstantopoulos, a demisionat.
Coaliția a fost consolidată în continuare de organizarea din mai 2006 a celui de-al 4-lea Forum Social European de la Atena și de o serie de campanii electorale de mare succes, cum ar fi cele de la Atena și Pireu, în timpul alegerilor locale din 2006. Biletul de coaliție din municipiul Atena era condus de Alexis Tsipras, propus de Alavanos, care a declarat „deschiderea Synaspismós pentru noua generație”.

### Alegerile legislative din 2007
La 16 septembrie 2007, SYRIZA a obținut 5% din voturi la alegerile legislative din grecia. Sondajele de opinie au indicat deja că se aștepta ca, Coaliția să obțină câștiguri semnificative în alegeri, cu previziuni cuprinse între 4% și 5% din electorat.
Înainte de alegeri, pe 22 iunie, partidele participante au convenit asupra unei declarații comune. Declarația semnată a Coaliției Stângii Radicale a subliniat platforma comună pe care Coaliția v-a concura la următoarele alegeri și a subliniat baza alianței politice.
Coaliția din 2007 s-a extins, de asemenea, de la compoziția sa inițială în 2004. La 20 iunie 2007, Organizația Comunistă Greacă (KOE) și-a anunțat participarea în Coaliție. La 21 august, ecologiștii de la Intervenția Ecologică (greacă: Οικολογική Παρέμβαση) de asemenea s-au alăturat, iar la 22 august 2007, Mișcarea Social Democrată (DIKKI) de asemenea și-a anunțat participarea sa în Coaliție.
La 2 septembrie, Areios Pagos a refuzat să includă titlul de DIKKI în alianța electorală Syriza, susținând că procedurile interne urmate de DIKKI erau defectuoase. Acest lucru a fost criticat de SYRIZA și DIKKI ca intervenție inadecvată din partea instanțelor în activitatea politică a partidului.
2007-2011

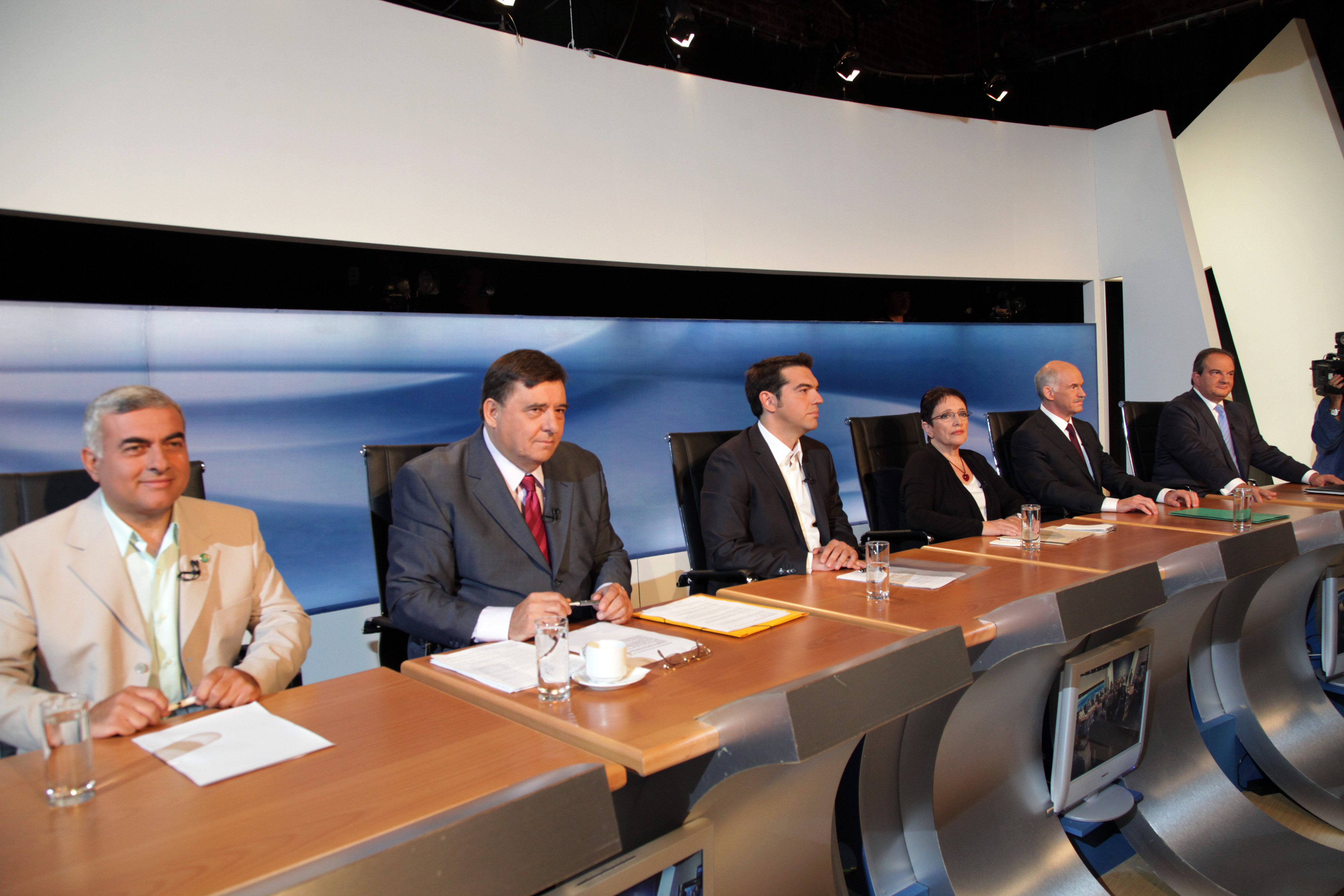
Dezbaterea televizată a șase lideri de partid înainte de alegerile legislative din Grecia din 2009. Alexis Tsipras, liderul SYRIZA, se află în centru.

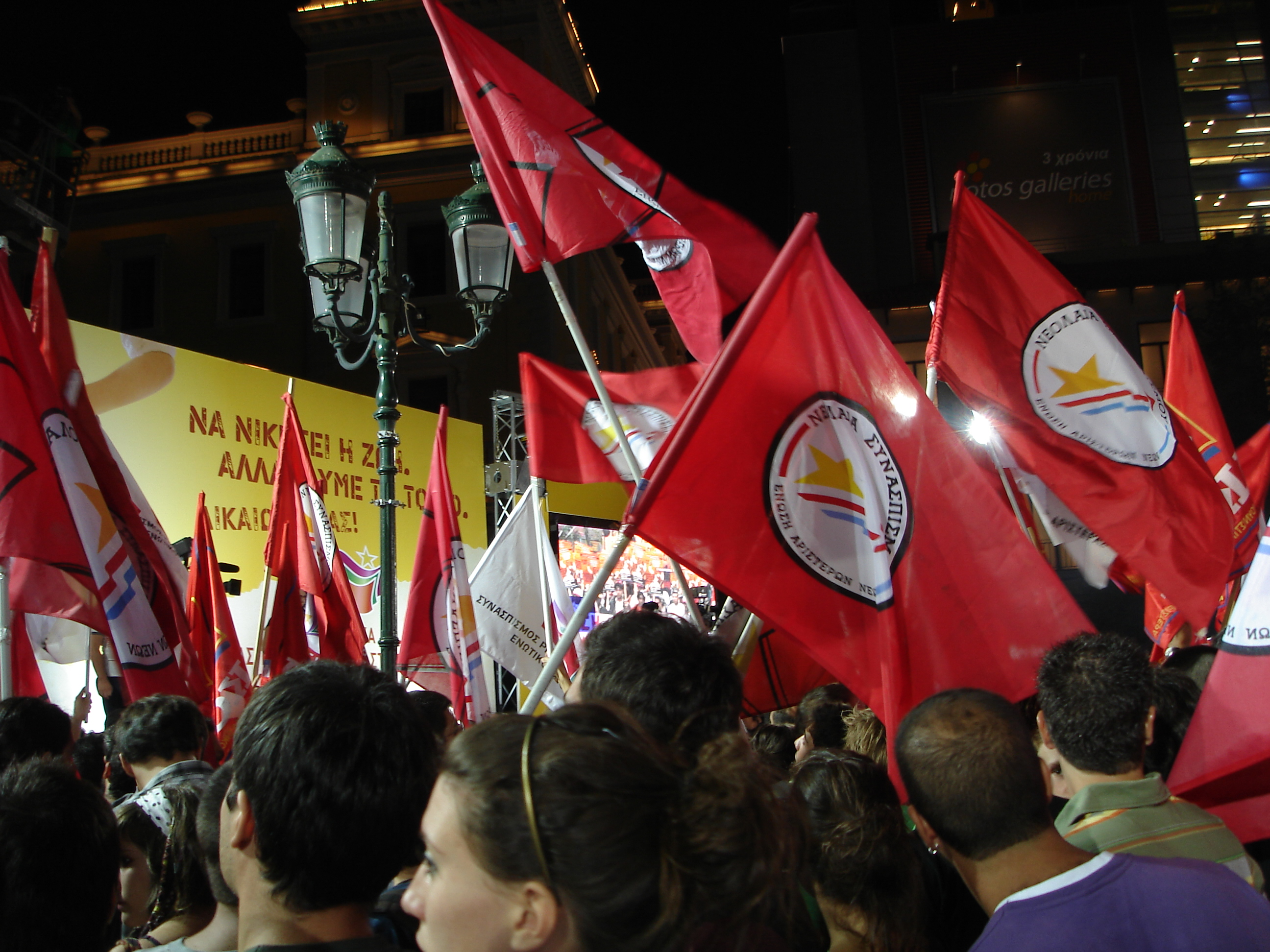
Tineretul partidului în 2007

La 27 noiembrie 2007, Alavanos a anunțat că, din motive private, nu va căuta să-și reînnoiască președinția Synaspismós. Congresul al 5-lea al partidului Synaspismós l-a ales pe Alexis Tsipras , consilier municipal al Atenei , ca președinte al partidului la 10 februarie 2008. Alavanos a păstrat conducerea parlamentară a SYRIZA deoarece Tsipras nu era în acel moment membru al parlamentului. Tsipras a câștigat o popularitate considerabilă în rândul electoratului grec, ceea ce a dus la o creștere semnificativă a sprijinului pentru SYRIZA în sondajele de opinie - până la 18% la vârf.
La sfârșitul lunii iunie 2008, Xekinima a anunțat că va adera la coaliție.
În perioada premergătoare alegerilor europene din 2009, SYRIZA, pe fondul evoluțiilor interne turbulente, a înregistrat scăderea ponderii sondajului la 4,7%, rezultând că un singur candidat Syriza (Nikos Hountis) a fost ales în Parlamentul European. Acest lucru a provocat reîncercări interne, ducând la demisia fostului președinte Synaspismós, Alekos Alavanos, de la locul său în parlamentul grec, demisie care a fost însă retrasă câteva zile mai târziu.
La alegerile legislative din 2009, care au avut loc la 4 octombrie 2009, Syriza a câștigat 4,6% din voturi (puțin sub rezultatul din 2007), revenind cu treisprezece deputați în Parlamentul elen. Printre parlamentarii veniți se număra Tsipras, care a preluat funcția de lider parlamentar al SYRIZA.
În iunie 2010, Ananeotiki („Aripa reformistă”) a social-democraților radicali din Synapsismós s-a despărțit de partid, părăsind în același timp SYRIZA. Acest lucru a redus grupul parlamentar al SYRIZA la nouă parlamentari. Cei patru parlamentari care au plecat au format un nou partid, Stânga Democrată (DIMAR).

#### Alegerile generale din 2012
Într-o mutare a alegătorilor departe de partidele care au participat la guvernul de coaliție sub premierul lui Lucas Papademos în noiembrie 2011, Syriza a obținut sprijin popular în sondajele de opinie, la fel ca și Partidul Comunist din Grecia (KKE) și DIMAR. Sondajele de opinie dinaintea alegerilor din mai 2012 au arătat Syriza cu un sprijin de 10-12%. minoră Mișcarea unitară (un PASOK grup separat ) s-a alăturat, de asemenea, coaliției în martie 2012.
La primele alegeri legislative din 2012, organizate la 6 mai, partidul a obținut peste 16% și și-a cvadruplat numărul de locuri, devenind al doilea cel mai mare partid din parlament, în spatele Noii Democrații (ND). După alegeri, Tsipras a fost invitat de președintele Greciei pentru a încerca să formeze un guvern, dar a eșuat din cauza numărului insuficient de parlamentari. Ulterior, Tsipras a respins propunerea președintelui de a intra într-un guvern de coaliție format din partide de centru-dreapta și centru-stânga.
Pentru a doua rundă de alegeri legislative din 2012, organizate la 17 iunie 2012, SYRIZA s-a reînregistrat ca un singur partid (adăugând denumirea Frontul Social Unit) în locul unei coaliții, pentru a fi eligibil să primească cele 50 de locuri „bonus” acordate celui mai mare votat partid din sistemul electoral grec. Cu toate acestea, deși SYRIZA  și-a mărit cota de vot la puțin sub 27%, Noua Democrație a obținut 29,8% și a solicitat bonusul. Cu 71 de locuri, SYRIZA a devenit principalul partid de opoziție unui guvern de coaliție compus din ND, PASOK și DIMAR. Ulterior, Tsipras a format Cabinetul din Umbră a lui Alexis Tsipras în iulie 2012.

### Partidul unitar
În iulie 2013, a avut loc un congres SYRIZA pentru a discuta despre organizarea partidului. Rezultatele importante au inclus o decizie de principiu de a dizolva părțile participante la SYRIZA în favoarea unui partid unitar. Cu toate acestea, punerea în aplicare a fost amânată timp de trei luni pentru a permite timp pentru patru dintre părțile care au ezitat să se dizolve pentru a-și lua în considerare pozițiile. Tsipras a fost confirmat ca președinte al partidului cu 74% din voturi. Cu toate acestea, delegații care susțineau Platforma de Stânga (greacă: Αριστερή Πλάτφορμα) condusă de Panayiotis Lafazanis, care dorea să lase ușa deschisă pentru a renunța la euro, au asigurat 30% (60) din locurile din comitetul central al SYRIZA. Un succes modest a fost revendicat și de „Platforma Comunistă” (secțiunea greacă a Tendinței Marxiste Internaționale), care a reușit să aleagă doi membri în comitetul central al partidului.

#### Alegerile din ianuarie 2015

Președintele SYRIZA și fostul Prim-ministru al Greciei Alexis Tsipras

După ce Parlamentul Greciei nu a reușit să aleagă un nou președinte de stat până la 29 decembrie 2014, parlamentul a fost dizolvat și au fost programate alegeri legislative rapide pentru 25 ianuarie 2015. SYRIZA a avut un avantaj în sondajele de opinie, dar poziția sa antiausteritate i-a îngrijorat pe investitori și susținătorii zonei euro. John Milios , consilierul economic principal al partidului , a minimizat temerile că Grecia, sub un guvern SYRIZA, va ieși din zona euro în timp ce ministrul de dezvoltare din umbră, George Stathakis, a dezvăluit intenția partidului de a-și reprima oligarhii greci dacă va câștiga alegerile. La alegeri, SYRIZA și-a învins principalul adversar Noua Democrație și a devenit cel mai mare partid din Parlamentul elen, primind 36,3% din voturi și 149 din 300 de locuri.
Tsipras a fost felicitat de președintele francez François Hollande, care a subliniat prietenia greco-franceză, precum și de liderii de stânga din toată Europa, inclusiv Pablo Iglesias Turrión din Podemos din Spania și Katja Kipping din Die Linke din Germania . Oficialul guvernului german Hans-Peter Friedrich a spus însă: "Grecii au dreptul de a vota pentru cine doresc. Avem dreptul să nu mai finanțăm datoria greacă". Financial Times și Radio Europa Liberă a raportat pe legăturile SYRIZA cu Rusia și o corespondență vastă cu politologul rus Aleksandr Dughin. La începutul guvernului din Grecia condus de SYRIZA, președintele rus Vladimir Putin și Alexis Tsipras au încheiat o întâlnire față în față prin anunțarea unui acord privind consolidarea legăturilor de investiții între cele două națiuni. Alexis Tsipras a mai spus că Grecia va încerca să remedieze legăturile dintre Rusia și Uniunea Europeană prin intermediul instituțiilor europene. Tsipras a mai spus că Grecia nu este în favoarea sancțiunilor occidentale impuse Rusiei, adăugând că riscă începerea unui alt război rece.

#### Formarea guvernului

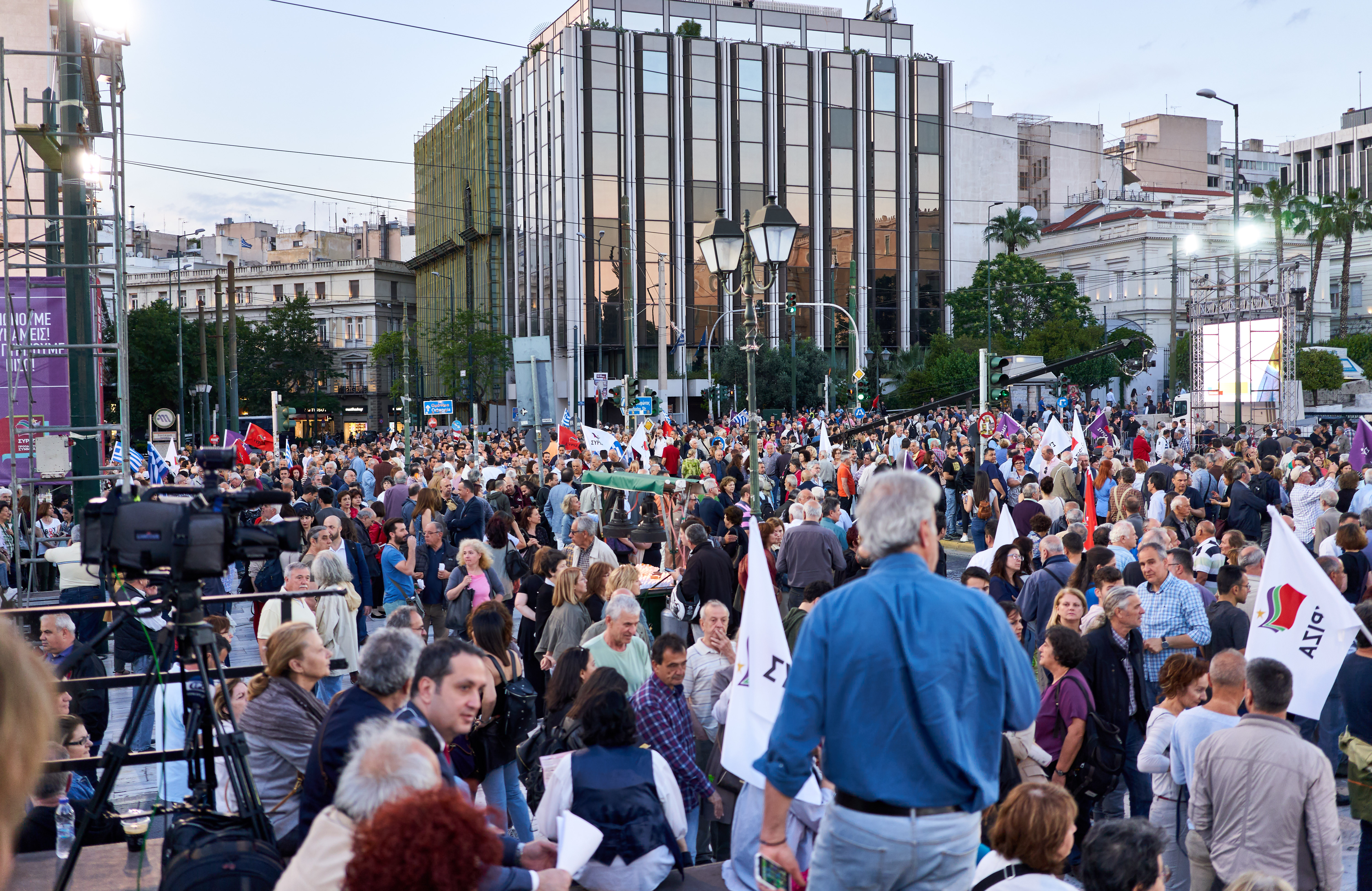
Adunare a SYRIZA în mai 2019

La 26 ianuarie 2015, liderul Tsipras și Grecii Independenți (ANEL), Panos Kammenos, au fost de acord să formeze un guvern de coaliție al SYRIZA și ANEL, Tsipras devenind prim-ministrul Greciei și economistul greco-australian Yanis Varoufakis numit ministru al finanțelor și Panos Kammenos numit ministru al apărării. În iulie 2015, Yanis Varoufakis a fost înlocuit de Euclid Tsakalotos din funcția de ministru al finanțelor.

#### Divizarea partidului și alegerile din septembrie 2015
După acceptarea de către Tsipras și guvernul Syriza a celui de-al treilea Memorandum cu Uniunea Europeană asupra datoriei Greciei, 25 de deputați SYRIZA care au respins condițiile de salvare, inclusiv Platforma de stânga a partidului și facțiunea de Stânga Internaționalistă, s-au despărțit pentru a forma un nou partid Unitatea Populară (greacă: Λαϊκή Ενότητα, Laïkí Enótita). Au fost conduși de Panagiotis Lafazanis. Mulți alți activiști au părăsit SYRIZA în acest moment.
Susținătorii internaționali ai Syriza s-au împărțit între cei care au continuat să-i apere și cei care nu mai puteau. Autorul și activistul Helena Sheehan a scris "Syriza a fost un orizont de speranță. Acum este un vârtej de disperare".
După ce și-a pierdut majoritatea în Parlamentul elen, Tsipras a demisionat din funcția de prim-ministru la 20 august 2015 și a convocat noi alegeri la 20 septembrie 2015.
Deși sondajele au arătat o cursă strânsă între SYRIZA și Noua Democrație, SYRIZA a câștigat alegerile la 7% de ND, câștigând 145 de locuri în parlament. Uniunea Populară a obținut sub pragul de 3% și prin urmare, nu a avut reprezentare parlamentară. Tsipras a reînnoit acordul anterior al coaliției SYRIZA cu Grecii Independenți, acordând noului guvern 155 de locuri din 300 în Parlamentul grec.

#### Alegerile legislative din 2019
În timpul alegerilor legislative din 2019, partidul a fost înfrânt de Noua Democrație. În urma rezultatului, SYRIZA a trecut în opoziție.

## Ideologie
Principalul element constitutiv al coaliției originale a fost Synaspismos , un partid socialist democratic, dar SYRIZA a fost fondată cu scopul de a uni grupurile de stânga și de stânga radicală și a inclus o gamă largă de grupuri și activiști independenți, precum și ideologii, din social democrați și socialiști democrați către marxist-leniniști și troțkiști.
În plus, în ciuda ideologiei sale seculare, mulți membri sunt creștini care se opun în principal pretinselor privilegii ale Bisericii Ortodoxe din Grecia, sponsorizată de stat . Din 2013, coaliția a devenit un partid unitar, deși și-a păstrat numele prin adăugarea Frontului Social Unit.
SYRIZA fusese caracterizat ca un partid antisistem, al cărui succes a trimis „valuri de șoc în întreaga UE”. Deși și-a abandonat vechea identitate, cea a unei voci de protest puternic de stânga, devenind mai populist în caracter și afirmând că nu va abandona zona euro , președintele său, Alexis Tsipras, a declarat că „euro este nu fetișul meu". Vicepreședintele Parlamentului European și europarlamentar al SYRIZA Dimitrios Papadimoulisa declarat că Grecia ar trebui „să fie un membru respectabil al Uniunii Europene și al zonei euro”  și că „nu există absolut niciun caz pentru un Grexit ”.  Deși Alexis Tsipras a clarificat că SYRIZA „nu susține niciun fel de euroscepticism”,  în același timp, partidul este văzut ca o forță ușor eurosceptică. Începând din 2019, partidul a fost, de asemenea, a văzut o mică schimbare spre centru-stânga,liderul Tsipras declarând că scopul său era de a construi un front progresist larg, fără a abandona ideologiile de bază pe care le avea în prezent partidul.

## Rezultate electorale

### Parlamentul Elen
| Election        | Parlamentul Greciei | Parlamentul Greciei | Parlamentul Greciei | Parlamentul Greciei | Parlamentul Greciei | Poziție | Guvern                         | Lider                 |
| Election        | Voturi              | %                   | ±                   | Locuri câștigate    | +/−                 | Poziție | Guvern                         | Lider                 |
| --------------- | ------------------- | ------------------- | ------------------- | ------------------- | ------------------- | ------- | ------------------------------ | --------------------- |
| 2004A           | 241,539             | 3.3%                | +0.1                | 6 / 300             | ▲6                  | #4      | Opoziție                       | Nikos Konstantopoulos |
| 2007            | 361,211             | 5.0%                | +1.7                | 14 / 300            | ▲8                  | #4      | Opoziție                       | Alekos Alavanos       |
| 2009            | 315,627             | 4.6%                | -0.4                | 13 / 300            | ▼1                  | #5      | Opoziție                       | Alexis Tsipras        |
| Mai 2012        | 1,061,265           | 16.8%               | +12.2               | 52 / 300            | ▲39                 | #2      | Opoziție                       | Alexis Tsipras        |
| Iunie 2012      | 1,655,022           | 26.9%               | +10.1               | 71 / 300            | ▲19                 | #2      | Opoziție                       | Alexis Tsipras        |
| Ianuarie 2015B  | 2,245,978           | 36.3%               | +8.5                | 149 / 300           | ▲78                 | #1      | Guvern de coaliție SYRIZA-ANEL | Alexis Tsipras        |
| Septembrie 2015 | 1,925,904           | 35.5%               | -0.8                | 145 / 300           | ▼4                  | #1      | Guvern de coaliție SYRIZA-ANEL | Alexis Tsipras        |
| 2019            | 1,781,174           | 31.5%               | -4.0                | 86 / 300            | ▼59                 | #2      | Opoziție                       | Alexis Tsipras        |
| Mai 2023        | 1,184,500           | 20.1%               | -11.4               | 71 / 300            | ▼15                 | #2      | Alegeri anticipate             | Alexis Tsipras        |
| Iunie 2023      | 929,373             | 17.8%               | -2.3                | 48 / 300            | ▼23                 | #2      | Opoziție                       | Alexis Tsipras        |

A 2004 results are compared to the Synaspismos totals in the 2000 election.

B 01/2015 results are compared to the combined totals for Syriza and OP totals in the 06/2012 election.

### European Parliament
| Parlamentul European | Parlamentul European | Parlamentul European | Parlamentul European | Parlamentul European | Parlamentul European | Parlamentul European | Parlamentul European |
| Alegeri              | Votutri              | %                    | ±                    | Locuri câștigate     | +/−                  | Poziție              | Leader               |
| -------------------- | -------------------- | -------------------- | -------------------- | -------------------- | -------------------- | -------------------- | -------------------- |
| 2009                 | 240,898              | 4.7%                 | +0.5                 | 1 / 22               | ▲1                   | #5                   | Alexis Tsipras       |
| 2014                 | 1,518,608            | 26.6%                | +21.9                | 6 / 21               | ▲5                   | #1                   | Alexis Tsipras       |
| 2019                 | 1,204,083            | 23.8%                | -2.8                 | 6 / 21               | ▬0                   | #2                   | Alexis Tsipras       |

A 2009 results are compared to the Synaspismos totals in the 2004 election.

## Liderii partidului
A ocupat și funcția de prim-ministru.
| # | # | Lider                 | Portret | Mandat            | Mandat            | Prim-ministru   |
| - | - | --------------------- | ------- | ----------------- | ----------------- | --------------- |
|   | 1 | Nikos Konstantopoulos |         | 15 ianuarie 2004  | 12 decembrie 2004 | —               |
|   | 2 | Alekos Alavanos       |         | 12 decembrie 2004 | 7 septembrie 2009 | —               |
|   | 3 | Alexis Tsipras        |         | 7 septembrie 2009 | 29 iunie 2023     | 2015 ,2015–2019 |
|   | 4 | Stefanos Kasselakis   |         | 24 September 2023 | 8 September 2024  | —               |
|   | 5 | Sokratis Famellos     |         | 24 noiembrie 2024 | prezent           | —               |